# Dieter Scharfenberg
Dieter Scharfenberg (* 7. Februar 1932 in Bad Salzungen; † 10. Oktober 2012) war ein deutscher Regisseur, Szenarist und Autor.

## Leben
Scharfenberg studierte von 1950 bis 1954 Germanistik, Theaterwissenschaft und Philosophie in Jena und Berlin. Bis 1955 war er im Bereich Dramaturgie bei der DEFA tätig und absolvierte anschließend seinen Dienst bei der NVA, der er 1957 abschloss. Von 1957 bis 1970 war Scharfenberg als Spielfilm-Dramaturg bei der DEFA tätig. Zudem schrieb er ab den späten 1960er-Jahren verschiedene Filmdrehbücher und war als Autor für Schallplattenaufnahmen tätig. Bis Mitte der 1980er-Jahre veröffentlichte Scharfenberg rund 20 Märchenschallplatten, darunter Die kluge Bauerntochter (1973) und Des Kaisers neue Kleider (1986).
Im Jahr 1981 führte Scharfenberg bei seinem ersten Film Regie: Dem Märchenfilm Der Spiegel des großen Magus folgte 1984 mit Die vertauschte Königin seine zweite und letzte Regiearbeit, ebenfalls ein Märchenfilm. Scharfenberg lebte bis zu seinem Tod 2012 in Berlin und in der Mark Brandenburg.

## Filmografie
Als Dramaturg
- 1958: Reportage 57
- 1958: Der Prozeß wird vertagt
- 1960: Zu jeder Stunde
- 1960: Sommerwege
- 1960: Alwin der Letzte
- 1960: Der Moorhund
- 1962: Die Jagd nach dem Stiefel
- 1963: Jetzt und in der Stunde meines Todes
- 1964: Das Lied vom Trompeter
- 1965: Denk bloß nicht, ich heule
- 1965: Mörder auf Urlaub (Ubica na odsustvu)
- 1966: Reise ins Ehebett
- 1968: Heißer Sommer
- 1970: Im Spannungsfeld
- 1971: Liebeserklärung an G. T.
- 1971: Hut ab, wenn du küßt!

Als Drehbuchautor
- 1960: Alwin der Letzte
- 1974: Die eigene Haut (TV)
- 1974: Wie füttert man einen Esel
- 1975: Heute ist Freitag (TV)
- 1976: Das blaue Licht – als Szenarist
- 1981: Der Spiegel des großen Magus
- 1984: Die vertauschte Königin

Als Regisseur für Kinder- und Märchenschallplatten
- 1967: James Fenimore Cooper: Der letzte Mohikaner
- 1969: Jugoslawische Märchen und Legenden
- 1970: Der Flaschenteufel
- 1970: Die Nachtigall/Das häßliche junge Entlein
- 1972: Tischlein deck dich/Das blaue Licht
- 1972: Der Hase und der Igel
- 1973: Die kluge Bauerntochter
- 1975: Burattino
- 1975: Der gestiefelte Kater/Der Trommler
- 1976: Die Schustersfrau als Zarin/Wanja, der Bär und der Fisch
- 1978: Märchen vom Zaren Saltan
- 1979: Nasreddin in Buchara
- 1986: Petrea und die Blütenkaiserin
- 1986: Des Kaisers neue Kleider
- 1991: Alexander Wolkow: Der Zauberer der Smaragdenstadt
- 1991: Alexander Wolkow: Urfin und seine Holzsoldaten
- 1991: Alexander Wolkow: Die sieben unterirdischen Könige

Als Regisseur
- 1981: Der Spiegel des großen Magus
- 1984: Die vertauschte Königin

Für die Schallplatte eingerichtet
- 1967: Die Koralle – ein dänisches Märchen, Litera 1967 (Regie: Christine van Santen, Covertext von Hans-Joachim Theil, Für d. Schallplatte eingerichtet v. Dieter Scharfenberg, Sprecher: Eberhard Mellies u. a.)[2] DNB bibliografischer Nachweis unter http://d-nb.info/57784220X
- 1967: Knut Spelevink – ein finnisches Märchen, Litera 1967 (Regie: Christine van Santen, Cover Text: Hans-Joachim Theil, Gerd Micheel in der Rolle des Petermann. Für d. Schallplatte eingerichtet v. Dieter Scharfenberg, Sprecher: Eberhard Mellies u. a.)[3] DNB bibliografischer Nachweis unter http://d-nb.info/577837745